# ماهی مراتب

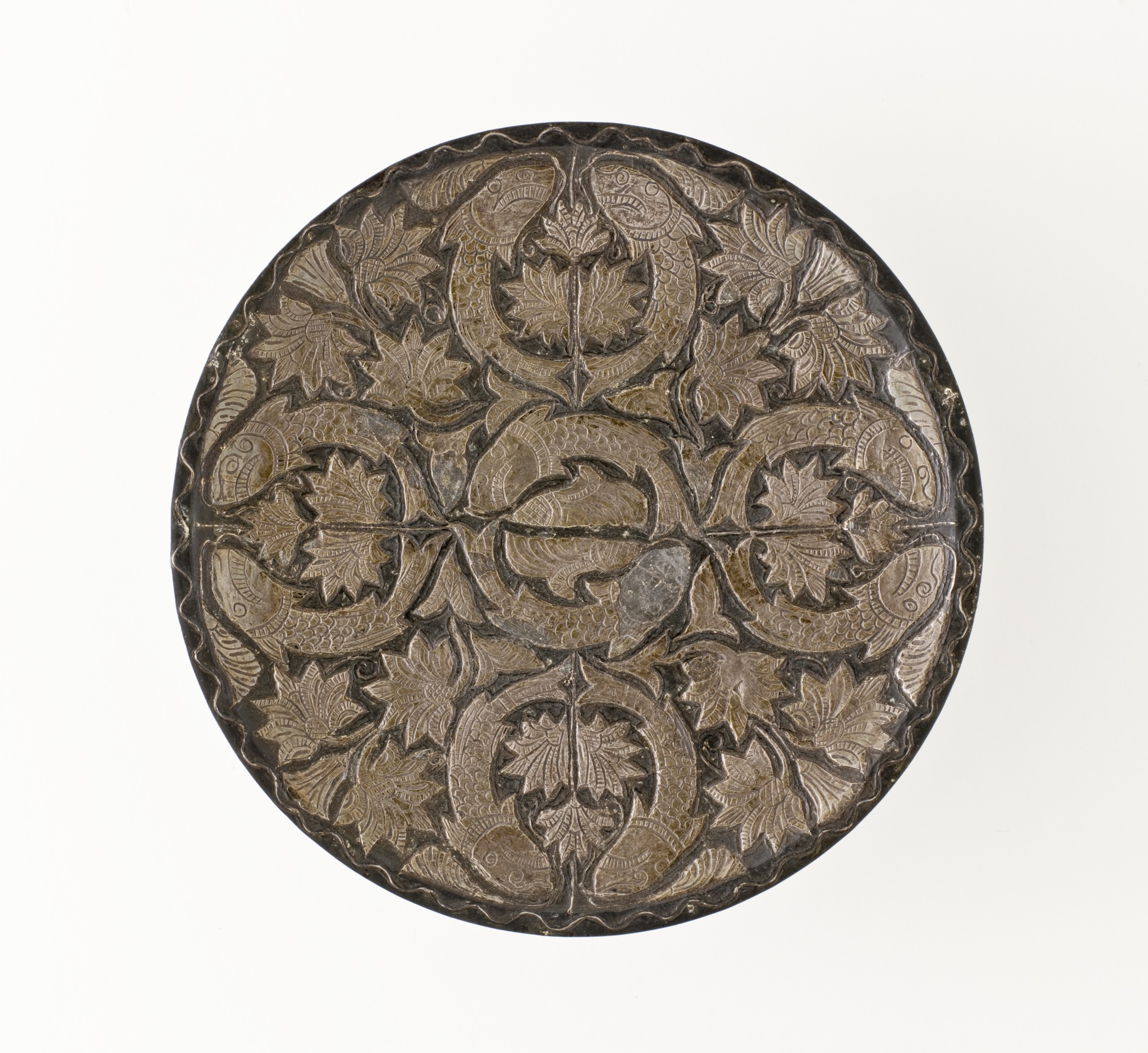
بشقاب با جفتی ماهی نمادین، اوده، لکهنو، در حدود ۱۸۸۰ میلادی

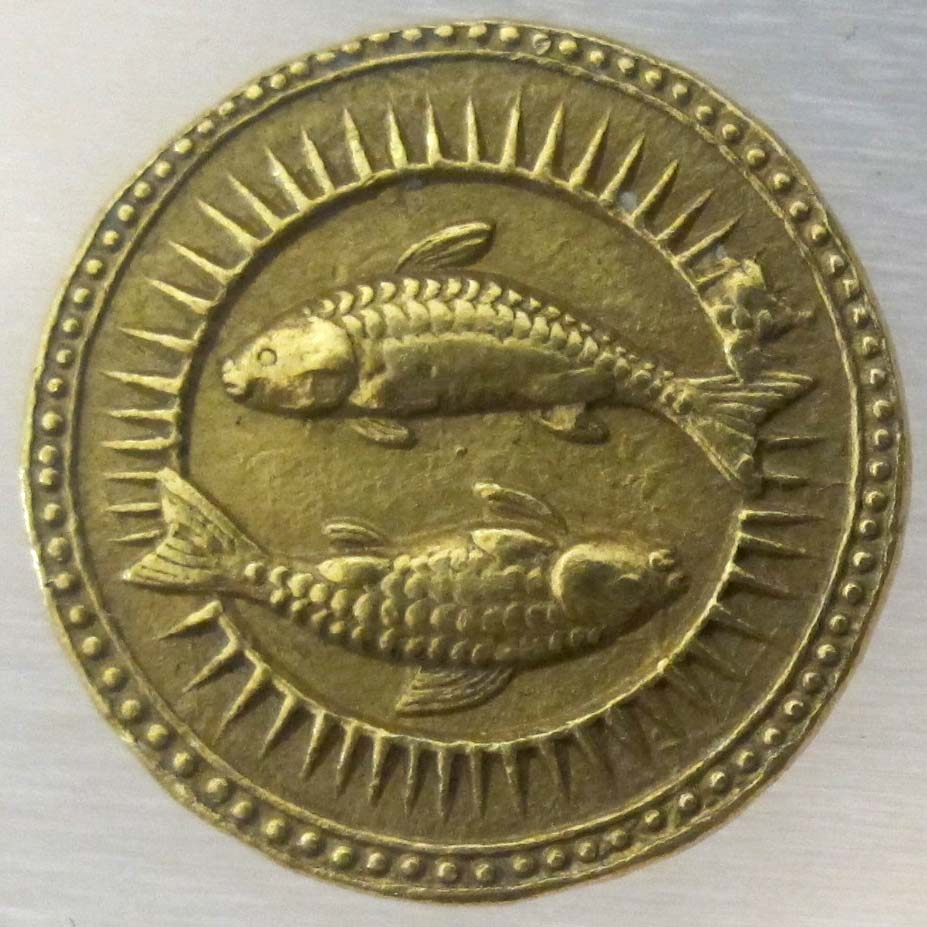
ماهی مراتب از دوره سلطنت جهانگیر شاه.

نشان ماهی یا ماهی مراتب بالاترین مدال افتخاری بود که امپراطوران در طول سلطنت امپراتوری گورکانی اعطا می‌کردند.
به‌طور معمول شکل استاندارد آن از فلز و به شکل سر ماهی ضرب می‌شد. شکل دقیق آن از نوع ماهی گونچ (Bagarius yarrelli) بود.